# Serhij Pavlov
Serhij Ivanovyč Pavlov (in ucraino Сергій Іванович Павлов?; Makiïvka, 18 luglio 1997) è un cestista ucraino.

## Carriera
Con l'Ucraina universitaria ha disputato le Universiadi di Napoli 2019.

## Palmarès
- Campionato ucraino: 2

Chimik Južnyj: 2015-16, 2018-19
- Coppa d'Ucraina: 1

Chimik Južnyj: 2016